# Minerbio
Minerbio – miejscowość i gmina we Włoszech, w regionie Emilia-Romania, w prowincji Bolonia.
Według danych na grudzień 2024 gminę zamieszkiwało 8990 osób przy gęstości zaludnienia 208,73 os./1 km².

## Współpraca
- Pontelongo (30 listopada 2023)[2]
- Hirrlingen[3]